# Arthur Avom
Arthur Avom, né le 15 décembre 2004 à Yaoundé au Cameroun, est un footballeur international camerounais qui évolue au poste de milieu relayeur au FC Lorient.

## Biographie

### Débuts et formation
Arthur Avom, né le 15 décembre 2004 à Yaoundé, débute le football dans son pays natal aux côtés de l'académie Léopard Royal de Bertoua. Il s'engage au Fauve Azur en 2022, où il est considéré comme l'un des plus gros espoirs du championnat camerounais. Ses performances suscitent des intérêts en Europe notamment de la part du Red Bull Salzbourg, du OH Louvain. Ou encore en France de la part du Havre AC et du FC Lorient.
Le joueur de 18 ans signe finalement au FC Lorient à l'été 2023, où il paraphe un contrat de trois ans. Il évolue dans un premier temps avec l'équipe réserve du club breton, en National 2, où il dispute un total de 18 matchs.

### Passage professionnel au FC Lorient
Après sa bonne saison avec la réserve, le Camerounais est intégré par Olivier Pantaloni au groupe professionnel lors de la préparation estivale. Il dispute ses premières minutes dans le monde professionnel dès la première journée de Ligue 2 sur la pelouse du stade Vélodrome, face au FC Martigues (victoire 0-1), remplaçant Pablo Pagis à la 66e. Le match suivant, il est décisif pour la première fois, en étant auteur d'une passe décisive pour son coéquipier Éli Junior Kroupi, provoquant l'ouverture du score pour son équipe contre le Grenoble Foot 38 (2e journée, victoire 2-0). Le jeune milieu est titularisé pour la première fois avec les merlus lors de la sixième journée de championnat, à Pau, (défaite 0-1). Il enchaîne alors les titularisations au milieu de terrain au côté de Laurent Abergel, devenant un incontournable du onze lorientais. Après 32 journées de championnat, il totalise 30 apparitions, dont 26 titularisations, pour deux buts inscrits et 3 passes décisives délivrées.

### Parcours en sélection
Arthur est appelé pour la première fois avec les Lions indomptables lors de la CHAN 2022, où il est sélectionné à deux reprises. C'est lors des Jeux de la Francophonie de 2023 avec les U20 du Cameroun que le jeune milieu se fait remarquer en étant élu meilleur joueur de la compétition, après avoir inscrit 2 buts et 2 passes décisives sur un total de 4 matchs, étant impliqué sur 4 des 5 buts inscrits par son pays. C'est également lui qui inscrit le but victorieux pour le Cameroun lors de la finale contre le Burkina Faso, leur permettant de décrocher la médaille d'or de la discipline.

## Statistiques

### Statistiques détaillées
| Saison                | Club                  | Championnat           | Championnat | Championnat | Championnat | Coupe(s) nationale(s) | Coupe(s) nationale(s) | Coupe(s) nationale(s) | Total | Total | Total |
| Saison                | Club                  | Division              | M.          | B.          | P.d.        | M.                    | B.                    | P.d.                  | M.    | B.    | P.d.  |
| 2024-2025             | FC Lorient            | Ligue 2               | 32          | 2           | 4           | 2                     | 0                     | 0                     | 34    | 2     | 4     |
| 2025-2026             | FC Lorient            | Ligue 1               | 1           | 0           | 0           | 0                     | 0                     | 0                     | 1     | 0     | 0     |
| Total sur la carrière | Total sur la carrière | Total sur la carrière | 33          | 2           | 4           | 2                     | 0                     | 0                     | 35    | 2     | 4     |

### En sélection nationale
| Saison                | Sélection             | Phases finales        | Phases finales | Phases finales | Phases finales | Éliminatoires | Éliminatoires | Éliminatoires | Matchs amicaux | Matchs amicaux | Matchs amicaux | Total | Total | Total |
| Saison                | Sélection             | Compétition           | M              | B              | Pd             | M             | B             | Pd            | M              | B              | Pd             | M     | B     | Pd    |
| --------------------- | --------------------- | --------------------- | -------------- | -------------- | -------------- | ------------- | ------------- | ------------- | -------------- | -------------- | -------------- | ----- | ----- | ----- |
| 2022-2023             | Cameroun              | CHAN 2022             | 2              | 0              | 0              | -             | -             | -             | -              | -              | -              | 2     | 0     | 0     |
| 2024-2025             | Cameroun              | -                     | -              | -              | -              | -             | -             | -             | 2              | 0              | 1              | 2     | 0     | 1     |
| Total sur la carrière | Total sur la carrière | Total sur la carrière | 2              | 0              | 0              | 0             | 0             | 0             | 2              | 0              | 1              | 4     | 0     | 1     |

## Palmarès

### En club
FC Lorient
- Championnat de France de football de deuxième division (1) :
  - Champion : 2025

### En sélection
Cameroun -20 ans
- Jeux de la Francophonie (1) :
  - Champion : 2023

### Distinctions individuelles
- Meilleur joueur des Jeux de la Francophonie 2023.